# Pölling, Trebinja
Pölling je naselje v Občini Trebinja v Okraju Beljak-dežela na Koroškem v Avstriji.